# Siegfried Saloman
Siegfried Saloman (Tønder, Dinamarca, 2 d'octubre de 1816 - Dalarö, Suècia, 22 de juliol de 1899) va ser un violinista i compositor danès.
Fou contemporani de Franz Liszt, i estudià en els Conservatoris d'Estocolm i Dessau on va ser alumne de Fröhlich, Paulli, Wexschall i Hartmann, de qui va rebre classes de violí, instrument amb el que es va donar a conèixer. Saloman va viatjar arreu d'Europa amb la cantant d'òpera sueca Henriette Nissen, amb qui es va casar el 1850. A partir de 1859 el matrimoni s'instal·la a Sant Petersburg, quan mori Henriette, Siegfried es retirà a Estocolm.
Va compondre, obres per a violí, lieder i les òperes Das Diamantkreuz (1844); Die Rosen der Karpathen (1868); Der Flüchling von Estrella (1872), i Penelope (Londres, 1889), entre d'altres.
En 1842 els seus nou quadernets de romanços i cançons es van publicar a Hamburg.